# Ahja (folyó)
Az Ahja folyó Észtországban. Az Erastvere-tóból ered 87 méteres tengerszint feletti magasságban, majd mintegy 103,4 kilométer megtétele után az Emajõgi folyóba torkollik. Vízgyűjtő területe 1074,3 négyzetkilométernyi területet foglal magába. Főbb mellékvizei a Lutsu folyó, az Orajõgi, a Hatiku-patak, a Kooskora-patak és az Ahijärve-patak. A folyó átlagos esése 0,92 m/km.

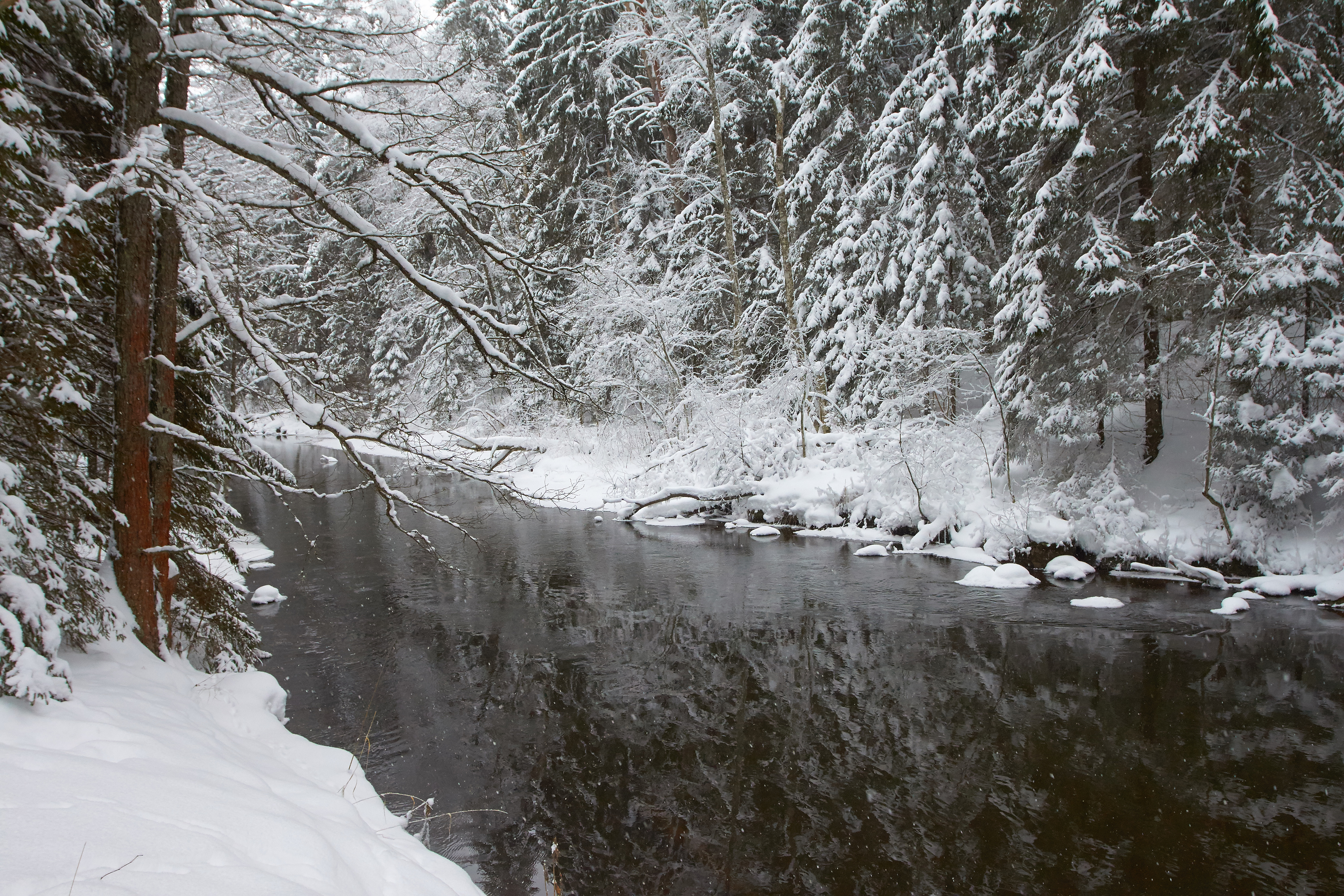
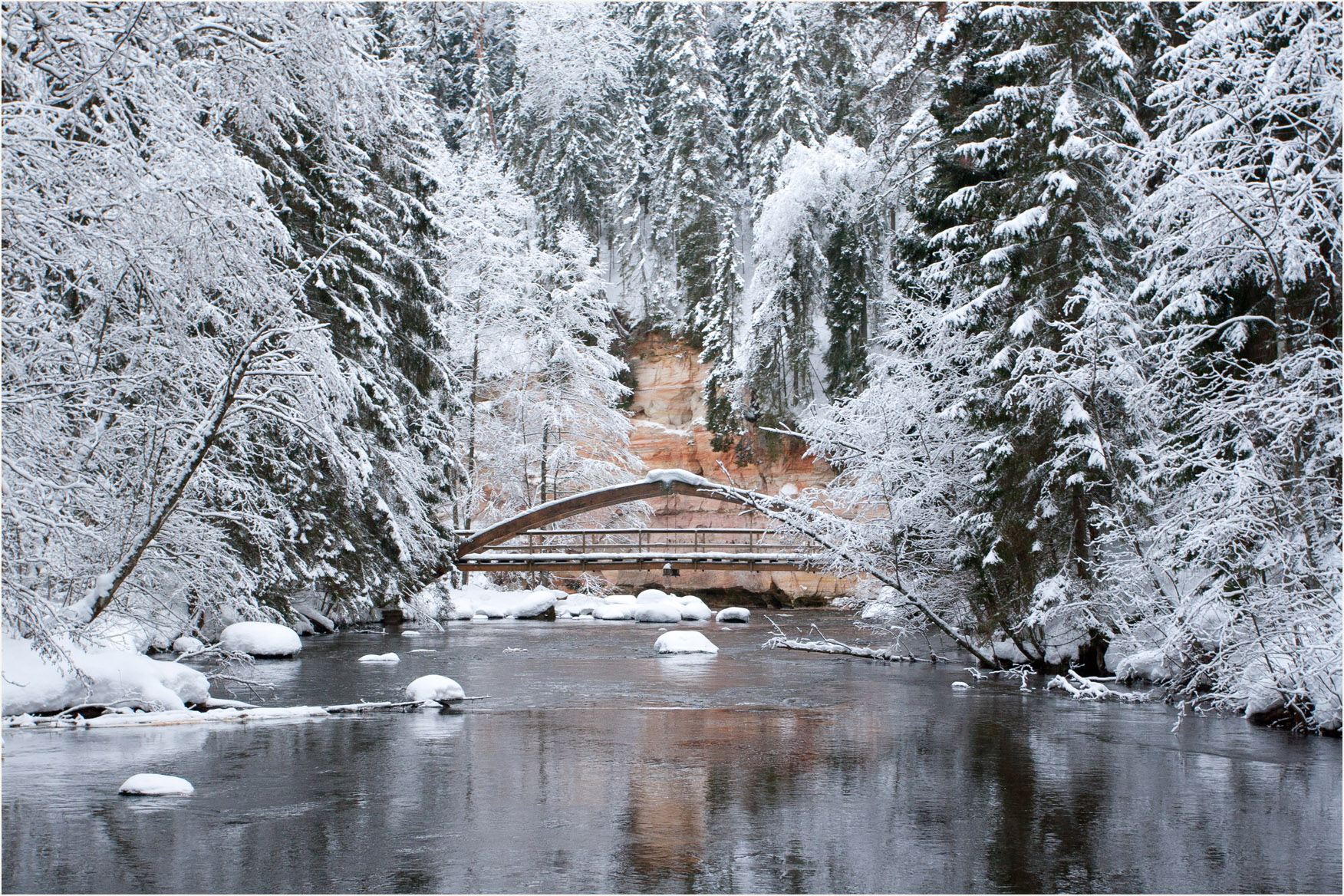
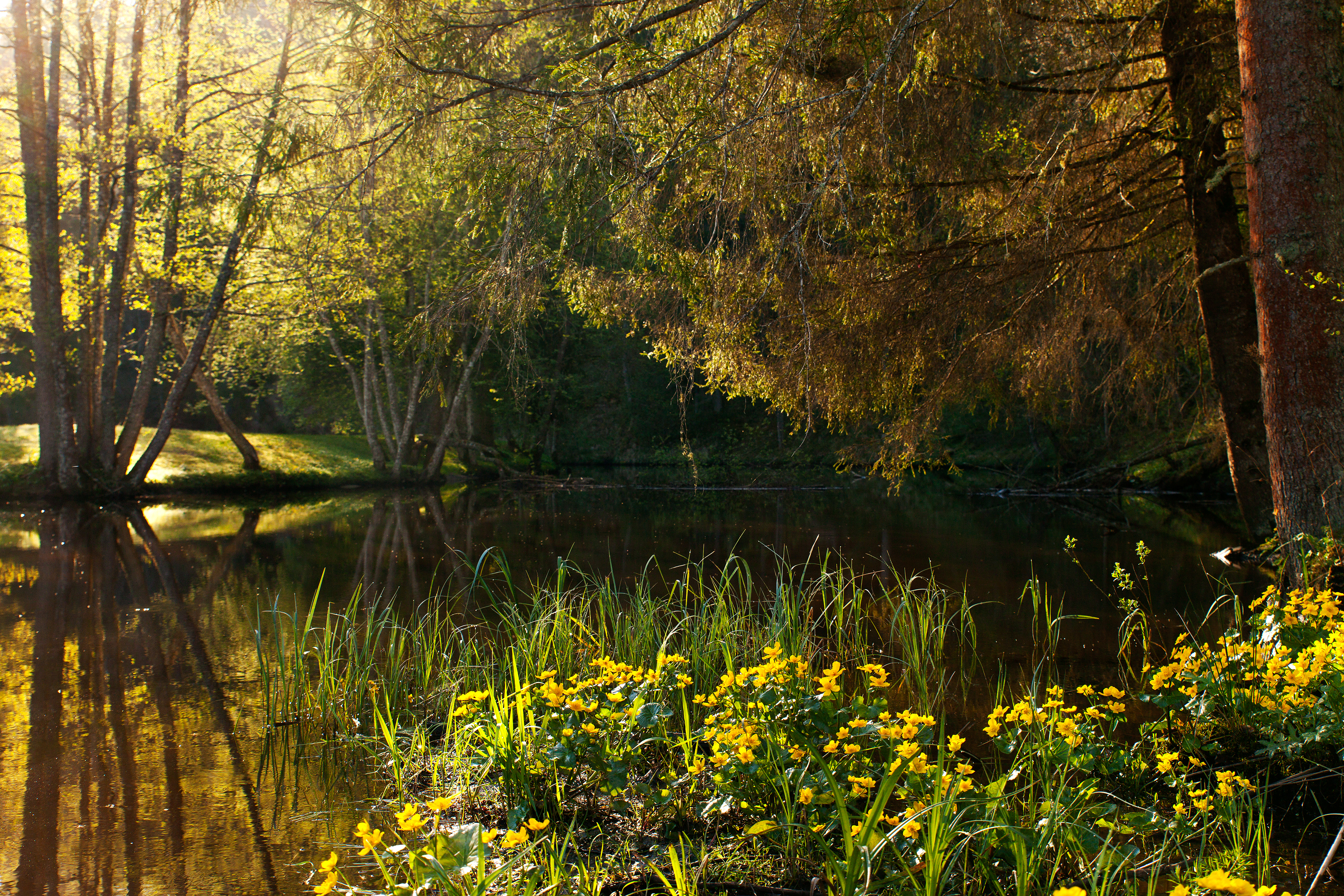
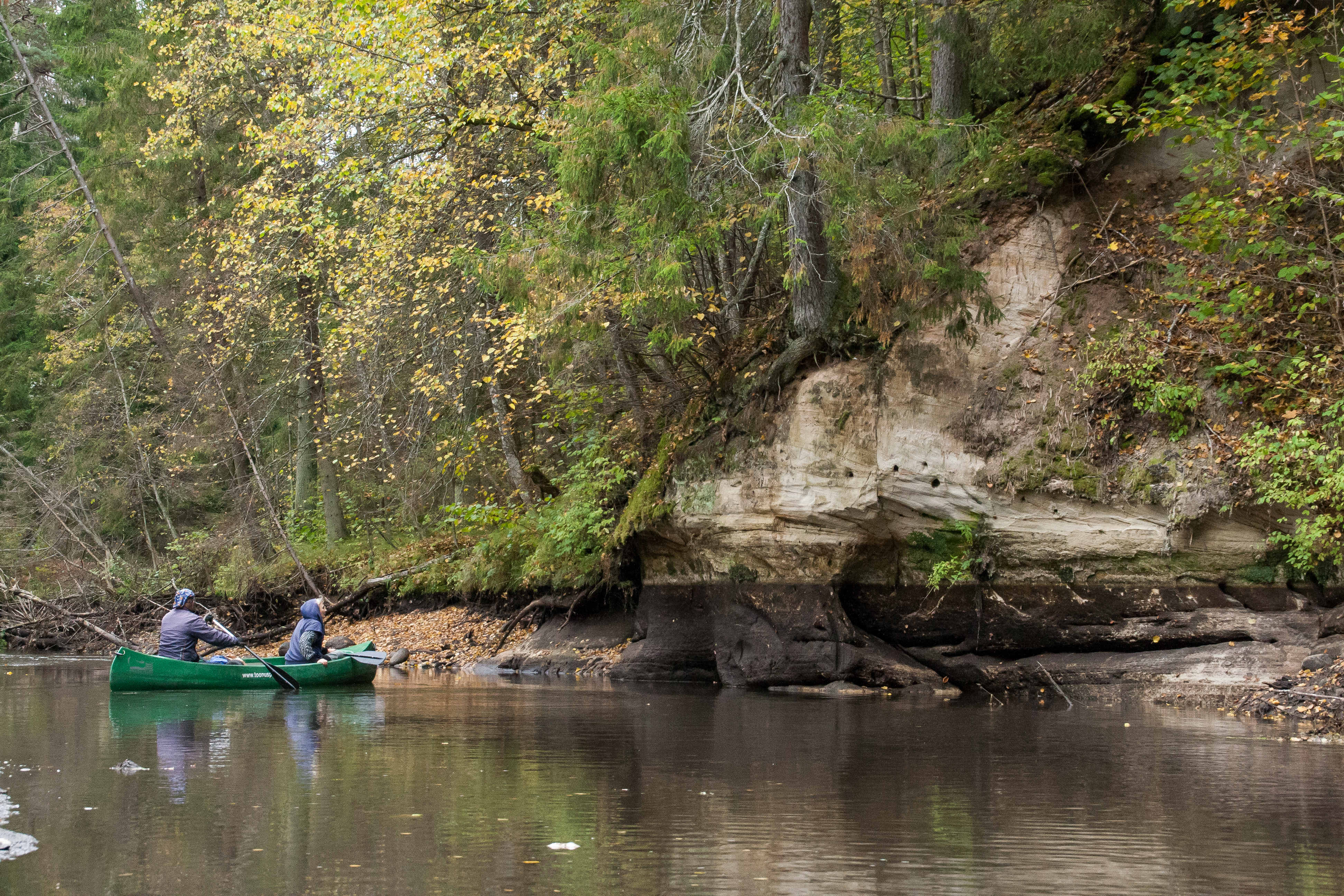
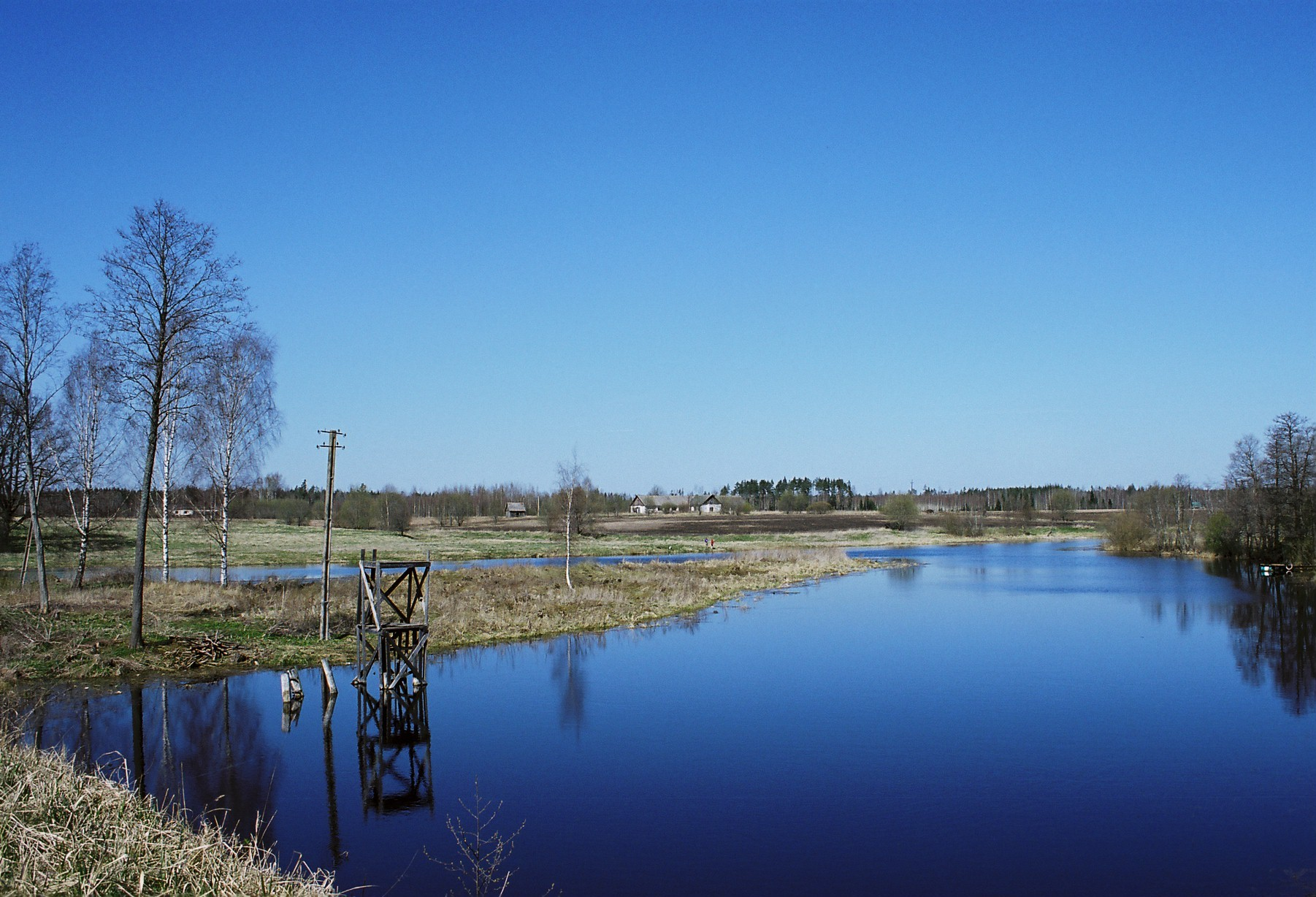

## Fordítás
Ez a szócikk részben vagy egészben  az   Ahja River című angol Wikipédia-szócikk ezen változatának fordításán alapul.  Az eredeti cikk szerkesztőit annak laptörténete sorolja fel. Ez a jelzés csupán a megfogalmazás eredetét és a szerzői jogokat jelzi, nem szolgál a cikkben szereplő információk forrásmegjelöléseként.
Ez a szócikk részben vagy egészben  az   Ahja jõgi című észt Wikipédia-szócikk ezen változatának fordításán alapul.  Az eredeti cikk szerkesztőit annak laptörténete sorolja fel. Ez a jelzés csupán a megfogalmazás eredetét és a szerzői jogokat jelzi, nem szolgál a cikkben szereplő információk forrásmegjelöléseként.